# Angerona postmarginata
Angerona postmarginata är en fjärilsart som beskrevs av Barend J. Lempke 1951. Angerona postmarginata ingår i släktet Angerona och familjen mätare. Inga underarter finns listade i Catalogue of Life.